# Liebigstraße 22 und 24 (Heilbronn)

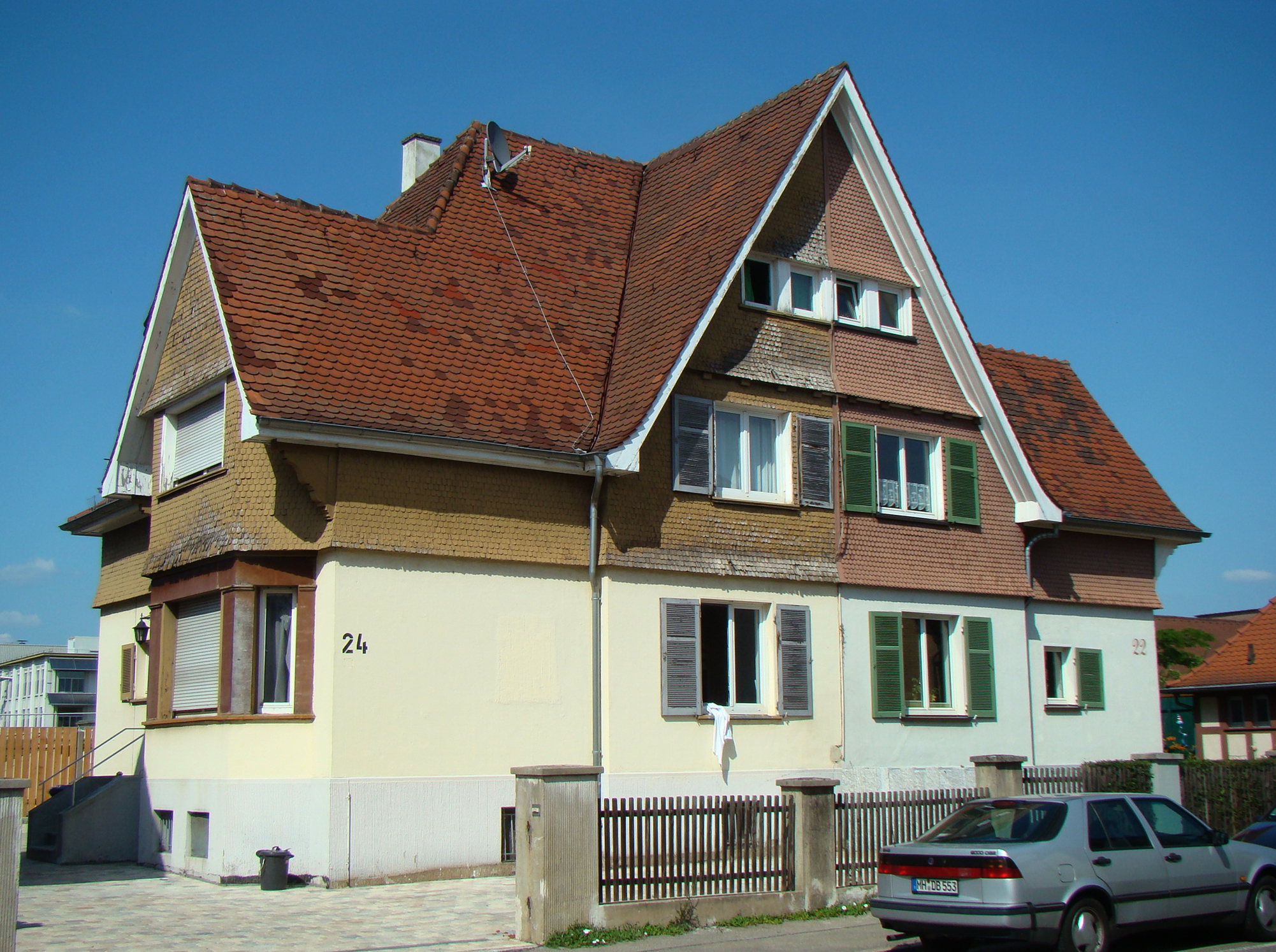
Liebigstraße 22 und in Heilbronn24

Das Doppelhaus Liebigstraße 22 und 24 ist ein denkmalgeschütztes Gebäude in Heilbronn, das neben weiteren Gebäuden in der Liebigstraße für Angestellte der Knorr AG nach Plänen des Architekten Theodor Moosbrugger in den Jahren 1911 bis 1916 im Stil der Heimatschutzarchitektur errichtet wurde.

## Beschreibung
Das Doppelhaus weist steile Giebel auf, die mit Schindeln verkleidet wurden. Das Haus 22 wurde vor kurzem restauriert. An der Seite sind sichtbar belassene geschnitzte weiße Balkenköpfe zu sehen. Die Fassaden sind mit Fensterläden und integralen Erkern gegliedert. Die Gebäude in der Liebigstraße, neben dem Haus Nr. 22/24 auch die Häuser 8, 10, 12/14, 16/18 und 26, sind weitgehend authentisch erhalten und gelten als Beispiele für den Siedlungsbau des frühen 20. Jahrhunderts in Heilbronn, weswegen sie unter Denkmalschutz gestellt wurden.

## Geschichte
1950 wohnten in Nr. 22 der Müller Wilhelm Reimers und die Witwe Anna Baake, in Nr. 24 der Laborant Karl Burkhardt. 1961 lebte in Nr. 22 der kaufmännische Angestellte Heinrich Bauer, in Nr. 24 nur noch Burkhardt, der inzwischen zum Abteilungsleiter aufgestiegen war.